# Jakub Langhammer
Jakub Langhammer (* 17. August 1984 in Prag, Tschechoslowakei) ist ein ehemaliger tschechischer Eishockeyspieler, der zuletzt bis 2020 beim MHC Martin in der zweitklassigen slowakischen 1. Liga unter Vertrag stand.

## Karriere
Jakub Langhammer begann seine Karriere als Eishockeyspieler in der Jugend des HC Kladno, ehe er im Laufe der Saison 2000/01 in den Nachwuchsbereich des HC Sparta Prag wechselte.
Zwischen 2002 und 2004 war er für die Spokane Chiefs, die ihn beim CHL Import Draft 2002 in der ersten Runde als insgesamt 50. Spieler ausgewählt hatten, in der Western Hockey League aktiv, da er sich so bessere Chancen auf eine Platzierung im NHL Entry Draft erhoffte. Dabei hatte er zunächst mit Anpassungsproblemen, vor allem was die Sprache und den Spielstil betrifft, zu kämpfen. Nachdem er auch 2004 nicht im Draft ausgewählt worden war, kehrte er nach Tschechien zurück.
Für die Profimannschaft von Sparta spielte Langhammer von 2005 bis 2010 in der tschechischen Extraliga, wobei er 2006 und 2007 jeweils die Meisterschaft gewann.
Vor der Saison 2014/15 wechselte Langhammer zu den Eispiraten Crimmitschau in die DEL2. Dort stand er bis zum Jahresbeginn 2015 unter Vertrag, ehe er um eine Vertragsauflösung bat, da er meist als überzähliger Ausländer nicht zum Einsatz kam. Anschließend absolvierte er zwei Partien für den EV Regensburg, eher Ende Januar von den Dresdner Eislöwen verpflichtet wurde.
Vor der Saison 2015/16 wechselte Langhammer zu den  Saale Bulls aus Halle in die Oberliga Nord. Nach einigen Monaten bei Manchester Phoenix im Herbst 2016 ging er in die Slowakei und beendete dort 2020 seine Karriere.

### International
Für Tschechien nahm Langhammer an der U18-Junioren-Weltmeisterschaft 2002 teil, wobei er mit der Auswahl die Bronzemedaille gewann. Im Seniorenbereich absolvierte er vier Länderspiele im Rahmen von Vorbereitungsspielen.

## Erfolge und Auszeichnungen
- 2002 Bronzemedaille bei der U18-Junioren-Weltmeisterschaft
- 2006 Tschechischer Meister mit dem HC Sparta Prag
- 2007 Tschechischer Meister mit dem HC Sparta Prag

## Karrierestatistik

### International
(Legende zur Spielerstatistik: Sp oder GP = absolvierte Spiele; T oder G = erzielte Tore; V oder A = erzielte Assists; Pkt oder Pts = erzielte Scorerpunkte; SM oder PIM = erhaltene Strafminuten; +/− = Plus/Minus-Bilanz; PP = erzielte Überzahltore; SH = erzielte Unterzahltore; GW = erzielte Siegtore; 1 Play-downs/Relegation; Kursiv: Statistik nicht vollständig)